# Christine Magerski

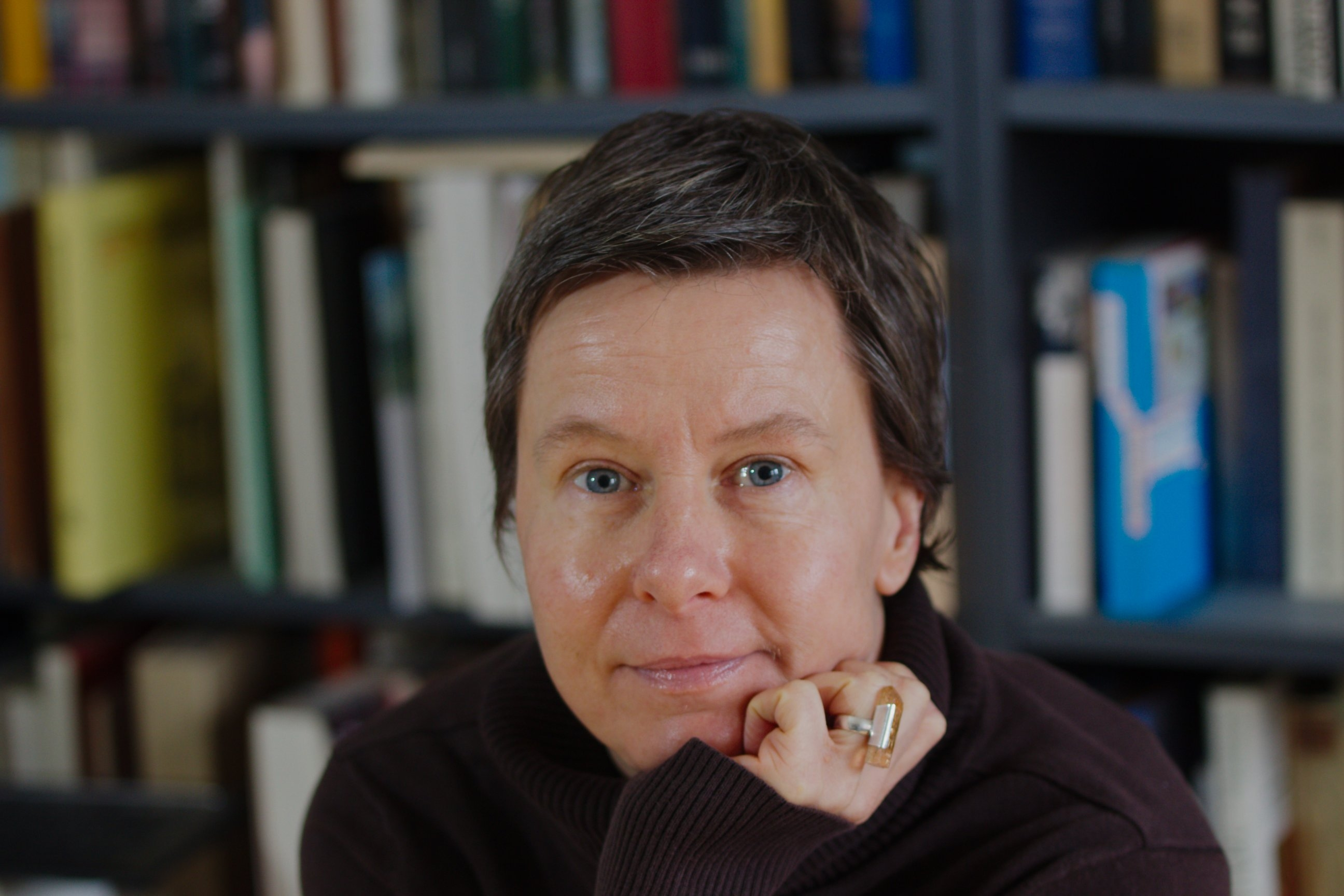
Christine Magerski (2015)

Christine Magerski (* 28. März 1969 in Wittenberge) ist eine deutsche Literatur- und Kulturwissenschaftlerin. Sie lehrt als Professorin für neuere deutsche Literatur- und Kulturgeschichte an der Philosophischen Fakultät der Universität Zagreb in Kroatien.

## Leben und Wirken
Magerski studierte Allgemeine und Vergleichende Literaturwissenschaft und Neuere Geschichte an der Freien Universität Berlin (Magister Artium 1997). Von 1998 bis 2003 war sie Doktorandin an der Monash University Melbourne, wo sie 2003 bei David Roberts mit einer Arbeit zum Zusammenhang von literarischer Moderne, Literaturkritik und den Anfängen der Literatursoziologie promovierte. Von 2003 bis 2004 war sie Postdoktorandin bei Wolf Lepenies am Wissenschaftskolleg zu Berlin. Seit 2004 lehrt sie neuere deutsche Literatur- und Kulturgeschichte an der Germanistik der Universität Zagreb. Sie lebt mit ihrem Mann und ihrer Tochter in Zagreb und Berlin.
Magerski ist eine Vertreterin der Literatursoziologie und arbeitet an einer Vielzahl von literatur- und kultursoziologischen Themen und Fragestellungen. Dazu gehören Arbeiten zur Geschichte und Theorie der literarischen Moderne, zur Theorie und Kulturgeschichte moderner Kunst und zur Kultur- und Gesellschaftstheorie. Hervorgetreten ist sie mit Publikationen zur Theorie der modernen Literatur, der Avantgarde und der Bohème. Auseinandergesetzt hat sich Magerski auch mit der Ideen-, Wissenschafts- und Bildungsgeschichte.
Charakteristisch für die Schriften von Magerski ist der problemorientierte, transdisziplinäre Ansatz. Ihre „Kombination von literaturhistorischen, wissenschaftsgeschichtlichen und methodologischen Fragestellungen“ gilt innerhalb der Literaturwissenschaft als innovativ. Auch stehen ihre kultursoziologischen Schriften „konträr zu eingespielten Sehgewohnheiten der Soziologie“, da Magerski den Blick nicht nur auf konvergierende oder divergierende Denkfiguren lenkt, sondern das Theoriefeld auch in Beziehung mit künstlerischen Positionen sowie „zeitspezifischen Diskurskonstellationen und Bezugsproblemen“ stellt. Magerski selbst stellt sich in die Tradition der sogenannten Zagreber Schule.
Seit 2022 ist Magerski die Herausgeberin der Reihe Literatur und Gesellschaft. Literatursoziologische Studien beim Springer Verlag für Sozialwissenschaften.

## Forschungsschwerpunkte

### Konstituierung des literarischen Feldes und Anfänge der Literatursoziologie
Das erste, von Magerski 2004 veröffentlichte Buch Die Konstituierung des literarischen Feldes in Deutschland nach 1871. Berliner Moderne, Literaturkritik und die Anfänge der Literatursoziologie verfolgt die theoretische Verarbeitung der literarischen Moderne und demonstriert ein besonderes Interesse am Grenzbereich literaturwissenschaftlicher und sozialwissenschaftlicher Diskurse. Das Buch ging aus ihrer von David Roberts betreuten und von Wilhelm Voßkamp sowie Rolf G. Renner begutachteten Dissertation hervor und entfaltet die These, dass die Entstehung der Literatursoziologie divergierende und konkurrierende Positionen des literarischen Feldes voraussetzt und somit die „Herausbildung der Literatursoziologie selbst als Resultat der Konstituierung eines autonomen literarischen Feldes zu betrachten ist“. Die Hauptvoraussetzung ist die genaue Rekonstruktion der Theorie des literarischen Feldes von Pierre Bourdieu und der Vergleich der französischen und deutschen Verhältnisse in der zweiten Hälfte des 19. und beginnenden 20. Jahrhunderts. Magerski zeigt, dass die frühe Literatursoziologie maßgeblich durch Georg Simmel mitbestimmt worden ist und Samuel Lublinski eine wichtige Verbindung zwischen Literaturkritik, Literaturwissenschaft und Literatursoziologie hergestellt hat. Zudem werden der „Primat der ästhetischen Form als Kristallisationspunkt in der Auseinandersetzung um die moderne Literatur“ sowie der „wichtige Berühungspunkt zwischen der Feldtheorie und dem systemtheoretischen Ansatz Luhmanns“ herausgearbeitet. Die Kritik sah in Magerskis erster Monographie eine „Studie, die nicht nur in zentrale Positionen der aktuellen kulturwissenschaftlichen Theoriebildung und deren Genese einführt, sondern diese auch in Form einer Fallstudie anwendet, überprüft und dabei eine Fülle literaturgeschichtlich relevanter Informationen berücksichtigt und wieder entdeckt“. Von daher wurde und wird die Studie in zweifacher Weise rezipiert: zum einen als relevanter Beitrag zum „Verständnis der Entwicklung des literarischen Feldes um 1900“ und zum anderen als Impuls für die Entwicklung einer literaturwissenschaftlichen Methode, mittels derer sich literaturgeschichtliche, wissenschaftsgeschichtliche und methodologische Fragestellungen verbinden lassen. Einer breiteren Leserschaft zur Kenntnis gebracht hat Magerski diese Methode wie auch weitere Grundlagen, Problemstellungen und Theorien der Literatursoziologie in einem gemeinsam mit Christa Karpenstein-Essbach verfassten und im Jahr 2019 veröffentlichten Lehrbuch.

### Bohème und Avantgarde
Mit den 2011 beziehungsweise 2015 veröffentlichten Büchern Theorien der Avantgarde. Gehlen – Bürger – Bourdieu – Luhmann und Gelebte Ambivalenz. Die Bohème als Prototyp der Moderne betreibt Magerski eine theoretisch-historische Kultursoziologie der ästhetischen und sozialen Abweichungsformen des 20. Jahrhunderts. Beide Monographien gehören zusammen. Ihr Ziel ist es, den Nachweis zu erbringen, dass die Sozialfigur der Bohème nicht nur das „systematische Zentrum der entstehenden Avantgardebewegungen“ war, sondern als solches auch zur normgebenden Lebensform für die Gegenwartsgesellschaft avancierte. Verstanden wird die Avantgarde von Magerski als eine theoretische, die Disziplin der philosophischen Ästhetik an ihre Grenze führende Herausforderung. An diesem Punkt übernimmt laut Magerski die Kultursoziologie die theoretische Erfassung der Kunst. Argumentiert wird, dass Arnold Gehlen mit seinen „Erörterungen des Avantgardismus in der bildenden Kunst“ 1966 den „Auftakt für eine neue, kultursoziologische Phase der Auseinandersetzung mit moderner Kunst und Literatur (gibt) – eine Phase ambitionierter Theoriearbeit jenseits der Ästhetik, die von Gehlen über Bürger bis hin zu Bourdieu und Luhmann reicht und sich durch einen radikalen, vom komplexen Phänomen des Avantgardismus ausgehenden Umbau der wissenschaftlichen Kunstlehre auszeichnet“. Diese Phase wird in Magerskis Untersuchung eingehend und kritisch bilanziert, indem sie die kultursoziologischen Schriften als „Antworten auf die von der Avantgarde in pointierter Form aufgeworfene Frage nach der Beschaffenheit und dem Funktionieren der Kunst in der modernen Gesellschaft“ liest. Der theoretischen Einordnung der Avantgardebewegungen folgt die umfangreiche Studie zur Bohème als systematischem Zentrum der ästhetischen Innovations- und Entgrenzungsdynamik. Ausgehend von der Beobachtung einer anhaltenden Virulenz der Künstlerkritik und einer mit dieser korrelierenden Lebensform rekonstruiert Magerski die Emergenz moderner Lebenskunst aus dem Kunstleben des 19. Jahrhunderts und argumentiert, dass die historische Subkultur nicht allein aufgrund ihrer Opposition zur bürgerlichen Gesellschaft zum Prototyp der Moderne wurde, sondern vielmehr aufgrund einer ostentativ gelebten Ambivalenz. Verstanden wird diese unter Anlehnung an Zygmunt Bauman als eine Lebensform im permanenten Spannungszustand zwischen Freiheit, Emanzipation und Mobilisierung einerseits und Sicherheit, Gemeinschaft und Bewahrung andererseits. Um diese Spannung in ihrer Relevanz für die Kunst und Gesellschaft des 20. Jahrhunderts kenntlich zu machen, verknüpft Magerski methodologisch die spätmodernen Gesellschaftsdiagnosen von Ulrich Beck, Gerhard Schulze und Andreas Reckwitz mit einer detaillierten Sozialgeschichte künstlerisch-intellektueller Randgruppen. Am Ende werden Sozial- und Kunstkritik zusammengeführt und es wird daran erinnert, dass das spezifisch moderne soziokulturelle Phänomen der Bohème und mit ihm die Avantgarden, wollen sie nicht zu Epigonen oder zur Farce werden, einer Gesellschaft bedürfen, die neben dem Spielraum für Individualismus auch „klare Normen aufzeigt, gegen die sich verstoßen läßt“. Fortgeführt und erweitert hat Magerski ihre Beschäftigung mit den Counter Cultures mit dem Sammelband Kulturrebellen. Studien zur anarchistischen Moderne (2019). In einem Aufsatz erweitert Magerski die Grundlagen der kulturellen Moderne um den Begriff des „kulturellen Anarchismus“ und führt die drei entgrenzenden Momente der Moderne – Bohème, Avantgarde und kultureller Anarchismus – zusammen.